# Sigismond Tygel
Sigismond Tygel (Antuérpia, 14 de setembro de 1922 - 17 de fevereiro de 2005) foi um escritor, poeta e conferencista belga. Utilizou o pseudônimo de Simon Tygel em seus livros a maioria deles escritos em francês, com publicações na Bélgica, França, Itália e Brasil.

## Biografia
Imigrou com sua família em 1939 para o Brasil, chegando a cidade de São Paulo com 17 anos. Após o término da Segunda Guerra Mundial retornou a Europa para concluir os seu estudos nas áreas de Psicologia, Línguas e Administração.
Manteve relações próximas com o também poeta brasileiro Guilherme de Almeida, que prefáciou seu primeiro livro de poemas Penser e traduziu para o português a edição bilíngue de Festival.

## Principais obras
O escritor publicou 14 livros, sendo 3 deles postumamente:
- Penser (1951), Editora Alarico;(em francês)
- Journal d’un Amant (1961), Editora Alarico;(em francês);
- Jornal de um Amante, Editora Alarico;(em português);
- Festival (1965), Companhia Editora Nacional, (edição bilíngue);
- Os Frutos do Tempo (1967), Editora Cupolo, (edição bilíngue);
- L’homme de la Nuit (1960), Editora Alarico, (em francês);
- Mes deux amours (1971), Ed. La Pensée Universelle - Paris, (em francês);
- Marines (1984) Ed. De Rache - Bruxelas;(em francês);
- Diálogo (2005) póstumo, Grupo Editorial Scortecci, (edição bilíngue).